# بنو ماگنوسون
بنو ماگنوسون (سوئدی: Benno Magnusson؛ زادهٔ ۴ مارس ۱۹۵۳) بازیکن فوتبال اهل سوئد بود.
از باشگاه‌هایی که در آن بازی کرده‌است می‌توان به باشگاه فوتبال کایزرسلاوترن، باشگاه فوتبال هرتابرلین، و باشگاه فوتبال کالمار اشاره کرد.
وی همچنین در تیم ملی فوتبال سوئد بازی کرده‌است.